# 南迪爾菲爾德 (麻薩諸塞州)
南迪爾菲爾德（英語：South Deerfield）是位於美國麻薩諸塞州富蘭克林縣的一個普查規定居民點。

## 人口
根據2020年美國人口普查的數據，南迪爾菲爾德的面積為8.45平方千米，當中陸地面積為8.17平方千米，而水域面積為0.28平方千米。當地共有人口1930人，而人口密度為每平方千米228.4人。